# 笠田村 (香川県)
笠田村（かさだむら）は、かつて香川県にあった村。

## 概要
三豊郡の中央に位し讃予線上高瀬駅より西南約28町、本山駅より東約25町、付近に観音寺、丸亀、善通寺等の小都市がある。これ等が本村の取引都市である。
1932年末の戸口は人口2360人（男1161、女1199）。戸数は465戸（農業390、工業10、商業22、交通業2、公務及び自由業29、その他3）。

## 沿革
- 1890年（明治23年）2月15日 - 町村制施行により三野郡笠岡村、竹田村が合併し、笠田村が発足。
- 1899年（明治32年）3月16日 - 郡の統合により三豊郡に所属。
- 1950年（昭和25年）3月16日 - 村内に昭和天皇の戦後巡幸。笠田小学校校庭に笠田村奉迎場を設けて昭和天皇を迎えた[5]。
- 1955年（昭和30年）3月31日 - 三豊郡本山村、上高野村、比地大村、桑山村と合併し豊中村を新設して消滅。

## 経済

### 産業
商工業
商工業者は日用雑貨品店、自転車屋、菓子店、飲食店、宿屋、仲買店、瓦製造業者、鉄工所等で、いずれも農業を兼ねる者が多い。
農業
『大日本篤農家名鑑』によれば笠田村の篤農家は、「大西盛太、鳥取柔三郎、鳥取治郎八」などである。鳥取為三郎の父・鳥取勇治郎は、村民が旱魃に苦しむのを見て池を修築した。

## 出身人物
- 鳥取治郎八（農業、地主、香川県多額納税者） - 鳥取為三郎の長男。鳥取滋治郎の祖父。讃岐農工銀行監査役。農業を営み香川県多額納税者である[8]。
- 鳥取為三郎（農業、地主、香川県多額納税者） - 鳥取治郎八の二男。鳥取滋治郎の父。仁尾塩田、讃岐煉瓦各会社の取締役[9][8]。
- 鳥取滋治郎（実業家、東海観光会長） - 鳥取為三郎の二男[9]。長女の久子は高円宮憲仁親王と結婚して憲仁親王妃久子となった。
- 鳥取柔三郎（讃岐農工銀行監査役）
- 鳥取富士男（農業、香川県多額納税者） - 鳥取柔三郎の長男[10]。